# Greet Beukenkamp
Greet Beukenkamp (Haarlem, 7 augustus 1939) is een Nederlandse schrijfster.

## Biografie
Ze bezocht de Bloemendaalse Schoolvereniging en daarna het Kennemer Lyceum in Overveen. Ze volgde een opleiding voor onderwijzeres, waarna ze psychologie ging studeren aan de Universiteit van Amsterdam. Nadat ze was begonnen toneelstukken te schrijven en regisseren voor groep 8 van de basisschool en deze waren uitgegeven, wijdde ze zich aan het schrijven van kinderboeken. In 1992 kwam haar eerste boek Een lange reis op korte pootjes uit en sindsdien heeft ze vrijwel elk jaar een boek uitgebracht.
Haar boeken Ontvoerd en De Kattenkwaadclub werden genomineerd door de Nederlandse Kinderjury. Op het ogenblik worden haar boeken uitgegeven door uitgeverij Clavis. (Hasselt, Amsterdam, New York)